# Theyer & Rothmund
Theyer, Rothmund & Co. war ein Hersteller von Automobilen aus Österreich-Ungarn.

## Unternehmensgeschichte
Das Unternehmen aus Wien begann 1900 mit der Produktion von Automobilen. Es stellte auf der Ersten Internationalen Automobilausstellung, die der Österreichische Automobil-Club vom 31. Mai bis zum 10. Juni 1900 im Wiener Prater veranstaltete, ein Fahrzeug aus. Der Markenname lautete Theyer & Rothmund. Im gleichen Jahr endete die Produktion nach nur wenigen hergestellten Exemplaren.

## Fahrzeuge
Das Unternehmen stellte Elektroautos her. Ein Modell war eine Motorkutsche im Mylord-Stil. Für den Antrieb sorgten zwei Serien-Gleichstrommotoren, die 2 PS leisteten. Die Hinterräder wurden mittels Ketten angetrieben. Die Batteriekapazität betrug 110 Ah bei einer Spannung von 80 Volt.